# Deltapremie
De Deltapremie is een onderscheiding die door het Regieorgaan SIA, een onderdeel van Nederlandse Organisatie voor Wetenschappelijk Onderzoek (NWO), en de Vereniging Hogescholen wordt uitgereikt aan lectoren verbonden aan een Nederlandse hogeschool. Delta staat hierbij voor verandering in onderwijs, samenleving en wetenschap.
Tweejaarlijks wordt de prijs toegekend aan twee lectoren (tot 2023 telkens een man en een vrouw) die onderscheidend werk hebben verricht binnen hun vakgebied. Zij ontvangen ieder 500.000 euro dat naar eigen inzicht besteed mag worden aan de eigen onderzoeksgroep. Minimaal 10% van de premie dient uitgegeven te worden aan de zogenoemde ambassadeursfunctie van de lector.

## Lijst van winnaars
| Jaar | Naam              | Vakgebied            | Hogeschool                |
| ---- | ----------------- | -------------------- | ------------------------- |
| 2023 | Reint Jan Renes   | Psychologie          | Hogeschool van Amsterdam  |
| 2023 | Janine Stubbe     | Gezondheid           | Codarts                   |
| 2021 | Margie Topp       | Kunststoftechnologie | Windesheim                |
| 2021 | Steven Vos        | Preventie en sport   | Fontys Hogescholen        |
| 2019 | AnneLoes van Staa | Gezondheid           | Hogeschool Rotterdam      |
| 2019 | Mark Mobach       | Gebouwde omgeving    | Hanzehogeschool Groningen |